# Cesare Presca
Cesare Presca (Trieste, 24 febbraio 1921 – 27 dicembre 1979) è stato un calciatore italiano, di ruolo centrocampista.

## Carriera

### Club
Mediano, esordì in Serie A il 3 novembre 1940 in Milan-Triestina (1-1). Nei primi anni di carriera militò nella Triestina, dove scese in campo sporadicamente. Nel 1944 giocò il Campionato Alta Italia con il San Giusto, poi fece ritorno alla Triestina e vi rimase per altri quattro anni. Giocò poi nel Venezia per tre stagioni, di cui soltanto la prima in Serie A.

### Nazionale
Presca fece parte della spedizione azzurra ai Giochi della XIV Olimpiade. In quell'occasione giocò la sua prima ed unica gara in Nazionale, la vittoria per 9-0 sugli Stati Uniti negli ottavi di finale il 2 agosto 1948.

## Statistiche

### Presenze e reti nei club
| Stagione          | Squadra           | Campionato        | Campionato | Campionato | Totale   | Totale |
| Stagione          | Squadra           | Campionato        | Presenze   | Reti       | Presenze | Reti   |
| ----------------- | ----------------- | ----------------- | ---------- | ---------- | -------- | ------ |
| 1940-1941         | Triestina         | A                 | 3          | 0          | 3        | 0      |
| 1941-1942         | Triestina         | A                 | 0          | 0          | 0        | 0      |
| 1942-1943         | Triestina         | A                 | 3          | 0          | 3        | 0      |
| Totale Triestina  | Totale Triestina  | Totale Triestina  | 6          | 0          | 6        | 0      |
| 1944              | San Giusto        | DN                | 11         | 0          | 11       | 0      |
| Totale San Giusto | Totale San Giusto | Totale San Giusto | 11         | 0          | 11       | 0      |
| 1945-1946         | Triestina         | A                 | 7          | 1          | 7        | 1      |
| 1946-1947         | Triestina         | A                 | 24         | 0          | 24       | 0      |
| 1947-1948         | Triestina         | A                 | 23         | 0          | 23       | 0      |
| 1948-1949         | Triestina         | A                 | 5          | 0          | 5        | 0      |
| Totale Triestina  | Totale Triestina  | Totale Triestina  | 59         | 1          | 59       | 1      |
| 1949-1950         | Venezia           | A                 | 25         | 0          | 25       | 0      |
| 1950-1951         | Venezia           | B                 | 21         | 2          | 21       | 2      |
| 1951-1952         | Venezia           | B                 | 28         | 1          | 28       | 1      |
| Totale Venezia    | Totale Venezia    | Totale Venezia    | 74         | 3          | 74       | 3      |
| Totale carriera   | Totale carriera   | Totale carriera   | 150        | 4          | 150      | 4      |

### Cronologia presenze e reti in Nazionale
| Cronologia completa delle presenze e delle reti in nazionale ― Italia | Cronologia completa delle presenze e delle reti in nazionale ― Italia | Cronologia completa delle presenze e delle reti in nazionale ― Italia | Cronologia completa delle presenze e delle reti in nazionale ― Italia | Cronologia completa delle presenze e delle reti in nazionale ― Italia | Cronologia completa delle presenze e delle reti in nazionale ― Italia | Cronologia completa delle presenze e delle reti in nazionale ― Italia | Cronologia completa delle presenze e delle reti in nazionale ― Italia |
| Data                                                                  | Città                                                                 | In casa                                                               | Risultato                                                             | Ospiti                                                                | Competizione                                                          | Reti                                                                  | Note                                                                  |
| --------------------------------------------------------------------- | --------------------------------------------------------------------- | --------------------------------------------------------------------- | --------------------------------------------------------------------- | --------------------------------------------------------------------- | --------------------------------------------------------------------- | --------------------------------------------------------------------- | --------------------------------------------------------------------- |
| 2-8-1948                                                              | Brentford                                                             | Stati Uniti                                                           | 0 – 9                                                                 | Italia                                                                | Olimpiadi 1948 - Ottavi di finale                                     | -                                                                     |                                                                       |
| Totale                                                                |                                                                       | Presenze                                                              | 1                                                                     |                                                                       | Reti                                                                  | 0                                                                     |                                                                       |